# Diego Padilha
Diego Laiber Padilha, mais conhecido como Diego Padilha (Carangola, 9 de dezembro de 1984), é um ex-futebolista brasileiro que atua como zagueiro.

## Carreira
Em 2004, participou da conquista da Copa do Brasil defendendo a equipe do Santo André.
Em maio de 2008, foi contratado pelo Juventude.
No início de 2009, foi contratado pelo Ceará.
No segundo semestre de 2010, atuou pelo ABC.
Em 2011, foi titular do Campinense durante o Campeonato Brasileiro da Série C.
Em fevereiro de 2012, retornou ao Campinense.

## Títulos
Santo André
- Copa do Brasil: 2004[5]

ABC Futebol Clube
- Taça Cidade do Natal: 2010
- Campeonato Potiguar: 2010
- Campeonato Brasileiro - Série C: 2010

Campinense
- Campeonato Paraibano: 2012